# Suceso Portales

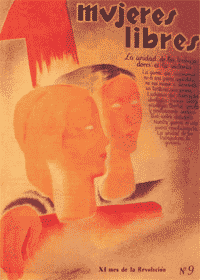
Couverture du numéro 9 de la revue (1938).

Maria Suceso Portales Casamar, née le 4 mars 1904 à Badajoz et morte le 23 janvier 1999 à Séville, est une militante anarcho-syndicaliste et féministe libertaire espagnole, active dans l'organisation féminine libertaire Mujeres Libres.

## Biographie
Maria Suceso Portales Casamar milite au début des années 1930 à la Confédération nationale du travail (CNT) et à la Federación Ibérica de Juventudes Libertarias (FIJL) de Madrid.
Elle participe activement au mouvement d'émancipation féminine Mujeres Libres, créé en avril 1936, et collabore à la revue culturelle et de documentation sociale du même nom, qui paraît à partir de mai 1936.
Pendant la révolution sociale espagnole de 1936, elle est très active dans le développement des écoles et institutions organisées par les Mujeres Libres : elle participe notamment à l’organisation des paysannes de Guadalajara et à la fondation de la ferme école de San Gervasio.
Le 20 août 1937, à Valence, elle participe au premier (et unique) congrès, des groupes de femmes libertaires fédérés au niveau national au sein des Mujeres Libres.
En 1938, elle est la secrétaire du sous-comité national de Mujeres Libres à Valence et participe, en octobre, comme déléguée de cette organisation à l’assemblée plénière tenue à Barcelone par le mouvement libertaire.
Le dernier jour de la guerre d'Espagne, elle fait partie des 184 espagnols qui parviennent à s’embarquer, à Gandia, sur le Galatea.

## Exil
Elle se réfugie à Londres où elle est l’une des animatrices du bulletin España fuera de España (1962-1965).
Alors qu’un de ses frères, Juan, est emprisonné en Espagne, elle participe dans les années 1950-1960 à toutes les manifestations organisées à Londres en solidarité avec les emprisonnés en Espagne (campagne pour Delgado et Granados, campagne pour F. Abarca, Stuart Christie et F. Carballo, etc.).
Lors du congrès tenu par la CNT en exil en 1961 à Limoges, elle est l’une des déléguées du noyau britannique.
En 1962, elle participe à la reconstitution de Mujeres Libres, dont elle va être la secrétaire (1963) et l’animatrice de la revue Mujeres Libres publiée dès novembre 1964, avec notamment la résistante Pepita Carnicer. En 1972, elle s'installe au côté de Sara Berenguer à Montady, près de Béziers, où elle poursuit la publication de la revue jusqu'en 1976, date à laquelle la revue reparaît en Espagne.
Suceso Portales collabore également à plusieurs titres de la presse libertaire en exil dont Espoir (Toulouse) et Frente Libertario (Paris).
Après la mort de Franco, elle rentre en Espagne où, dans les années 1980, elle réside à Novelda (Alicante).
En mai 1997, elle participe à Madrid à la célébration du 60e anniversaire de Mujeres Libres.

## Citation
« Il y a deux choses qui, parce qu’elles sont iniques, commencent à s’effondrer dans le monde : le privilège de la classe qui fonda la civilisation du parasitisme, d’où est né le monstre de la guerre ; et le privilège du sexe mâle qui transforma la moitié du genre humain en êtres autonomes et l’autre moitié en êtres esclaves, et créa un type de civilisation unisexuelle : la civilisation masculine. » - Suceso Portales, Mujeres Libres, n°10, 1938.

### Filmographie
- Lisa Berger, Carol Mazer, De toda la vida (Toutes nos vies), 55 minutes, 1986, avec la participation de Sara Berenguer, Pepita Carpeña, Dolores Prat, Federica Montseny, Suceso Portales, Mercedes Comaposada et Conxa Pérez Collado[7], voir en ligne.
- Le film Libertarias, réalisé par Vicente Aranda en 1996, traite des femmes qui ont milité au sein de l'organisation des Mujeres Libres. Les personnages sont joués par les actrices espagnoles Ana Belén, Victoria Abril et Ariadna Gil.

#### Notices
- Notices d'autorité :   - VIAF
  - ISNI
  - Espagne
- Dictionnaire international des militants anarchistes : notice biographique.
- L'Éphéméride anarchiste : notice biographique.
- Centre International de Recherches sur l'Anarchisme (Lausanne) : notice bibliographique.
- René Bianco, 100 ans de presse anarchiste : notice.
- Smolny : notice biographique.
- (es) Estel Negre : notice biographique.